# بوگاتی ۱۶سی گالیبیه
بوگاتی ۱۶سی گالیبیه (به فرانسوی: Bugatti 16C Galibier) یک خودروی مفهومی ۵ در فست‌بک لوکس است که توسط بوگاتی اتومبیلز ساخته شده است. این خودرو در نمایشگاهی که فقط در ۱۲ سپتامبر ۲۰۰۹ در سالن مونتاژ مولشایم، فرانسه برگزار شد، رونمایی شد. ۱۶سی گالیبیه قرار بود از موتور دبلیو۱۶ دو سوپرشارژ ۸٫۰ لیتری نصب شده در جلو استفاده کند که قدرت را از طریق چهار چرخ متحرک دائمی ارائه می‌کند. در ابتدا انتظار می‌رفت نسخهٔ تولیدی کانسپت ۱۶سی گالیبیه در حدود سال‌های ۲۰۱۴ تا ۲۰۱۵ به بازار برسد. با این حال در سپتامبر ۲۰۱۳، بوگاتی اعلام کرد که از پروژه گالیبیه به نفع جانشین ویرون، شیرون، خارج می‌شود. با این حال، در ماه مه ۲۰۱۶، در میان رسوایی آلایندگی فولکس‌واگن، مدیر عامل وقت بوگاتی، ولفگانگ دورهایمر، اعلام کرد که گالیبیر در حال بررسی مجدد است و قیمتی مشابه شیرون خواهد داشت.